# 8100 Nobeyama
8100 Nobeyama este un asteroid din centura principală de asteroizi.

## Descriere
8100 Nobeyama este un asteroid din centura principală de asteroizi. A fost descoperit pe 4 decembrie 1993 la Nyukasa de Masanori Hirasawa și Shohei Suzuki. Asteroidul prezintă o orbită caracterizată de o semiaxă mare de 2,76 ua, o excentricitate de 0,09 și o înclinație de 3,3° în raport cu ecliptica.